# Madison Grant
Pour les articles homonymes, voir Grant.
Madison Grant, né le 19 novembre 1865 à New York où il est mort le 30 mai 1937, est un avocat et raciologue américain.
Il est reconnu pour son double engagement en tant qu’eugéniste et conservateur naturaliste. Son célèbre ouvrage sur la supériorité raciale des Nordiques, qui a donné naissance à l’usage controversé du terme « anglosaxon », a contribué au renforcement des restrictions législatives sur l’immigration et à la promotion de la politique de stérilisation aux États-Unis. En tant que conservateur, il a joué un rôle crucial dans la préservation de plusieurs espèces animales en danger d’extinction. Il a également fondé plusieurs organisations environnementales et philanthropiques, tout en contribuant significativement au développement des sciences environnementales et de la protection de la nature.

## Biographie
Grant est né à New York, dans l’État de New York. Son père Gabriel Grant est un médecin réputé, ancien chirurgien de la guerre de Sécession. Sa mère s'appelle Caroline Manice. Grant vécut très longtemps à New York. Enfant, il fréquenta des écoles privées et voyagea en Europe, et au Moyen-Orient avec son père. Il entra à l’université Yale, et fut diplômé jeune avec les honneurs en 1887. Il reçut un diplôme de droit de la faculté de Columbia et commença une carrière d'avocat.
Cependant, ses centres d’intérêts étaient plutôt ceux d’un naturaliste : on lui doit d'avoir sauvé plusieurs espèces menacées d'extinction, comme le Bison d'Amérique, et d'avoir milité pour l'adoption de la première réglementation de la chasse au cerf pour l’État de New York, réglementation qui a progressivement fait école dans toute la fédération américaine. Aux côtés de Frederick Russell Burnham, John C. Merriam et Henry Fairfield Osborn, il a fondé en 1918 la Ligue de sauvegarde des séquoias (Save the Redwoods League) et créé les parcs nationaux de Glacier (Montana) et de Denali (Alaska).
Convaincu que la pérennité de la chasse était indissociable d'une pratique eugéniste, Grant a milité pour la réglementer et établir des réserves de gibier. Il a participé à la fondation du Zoo du Bronx, à la coulée verte du Bronx.
Il ne s'est jamais marié et n’a pas eu d’enfant. Il s'est lancé avec son frère Forest Grant dans la carrière politique en 1894, en militant pour l'élection de William Strong à la mairie de New York.

## Le Déclin de la grande race

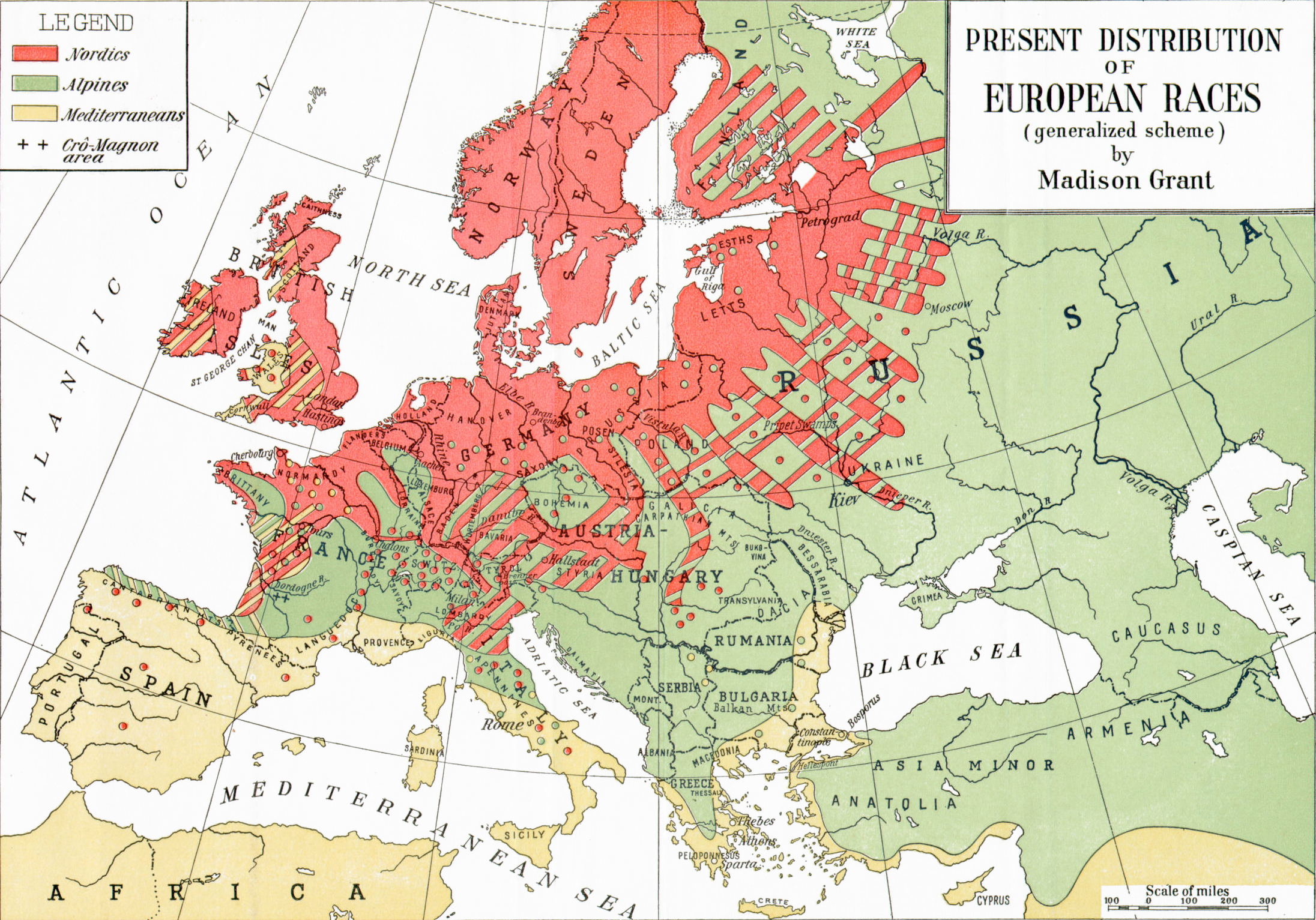
Répartition actuelle (1916) des races europeenes : carte du statu quo territorial selon Grant (« Nordiques » en rouge, « Alpins » en vert et « Méditerranéens » en jaune).

Dans un livre célèbre : Le Déclin de la grande race ou les bases raciales de l'histoire européenne (The passing of the Great Race, 1916), il oppose les Nordiques (Anglais, Scandinaves, Allemands ou « nobles Russes », censés descendre des Varègues), incarnant « l'homme blanc par excellence », aux races alpine et méditerranéenne, comprenant globalement les Italiens, les Espagnols, une partie des Autrichiens et des Allemands, une partie des Français, les peuples balkaniques, etc. qui souffriraient de « métissages » divers avec les « peuples négroïdes », contrairement à la race nordique : « Le Nordique est dominateur, individualiste, confiant en lui-même et jaloux de sa liberté politique et religieuse. Il s'ensuit qu'il est généralement protestant. »
Si les théories racialistes étaient largement enseignées dans les années 1920 dans la plupart des universités européennes et américaines, les scientifiques estimaient que l'éducation et la christianisation apportaient une évolution positive donnant par ailleurs une justification à la colonisation. Grant, lui, prétendait que les races sont fixes et régissent de manière intangible les capacités et le comportement de leurs membres. Il accuse la démocratie et le sentimentalisme chrétien d'affaiblir la race blanche.
Les idées racialistes de Grant sur les Indo-Européens ont fortement influencé les dirigeants nazis Alfred Rosenberg et Adolf Hitler, qui appartenaient pourtant, selon les critères raciaux de Grant, à la « race alpine ». Le livre figurait en bonne place dans la bibliothèque personnelle d'Adolf Hitler qui a écrit personnellement à Grant pour le remercier d’avoir écrit ce livre qu’il appelait « ma Bible ».

## Publications
- (en) The Caribou, New York, Office of the New York Zoological Society, 1902 (lire en ligne).
- Moose, New York, Report of the Forest, Fish, Game Commission, 1903.
- (en) The Origin and Relationship of the Large Mammals of North America, New York, Office of the New York Zoological Society, 1904 (lire en ligne).
- (en) The Rocky Mountain Goat, New York, Office of the New York Zoological Society, 1905 (lire en ligne).
- (en) Madison Grant (publié en français en 1926 chez Payot sous le titre de Le Déclin de la grande race et préfacé par Georges Vacher de Lapouge), réédité aux Éditions de L'Homme Libre, 2002), The passing of the great race : or, The racial basis of European history, New York, Charles Scribner’s, 1918, xxv-296 p., in-8º (OCLC 747358111, lire en ligne), xi.
- (en) Saving the Redwoods : an Account of the Movement During 1919 to Preserve the Redwoods of California, New York, Office of the New York Zoological Society, 1919 (réimpr. The National Geographic, vol. xxxvii, January/June, 1920) (lire en ligne).
- (en) Early History of Glacier National Park, Montana, Washington, Govt. print. off., 1919 (lire en ligne).
- (en) The Conquest of a Continent : or, The Expansion of Races in America, New York, Charles Scribner’s Sons, 1933 (lire en ligne).